# Jan Josef Breuner
Jan Josef Breuner, także Johann Joseph von Breuner (ur. 20 czerwca 1641 w Wiedniu, zm. 20 marca 1710 w Pradze) – czeski biskup kościoła katolickiego, biskup pomocniczy ołomuniecki w latach 1670–1694, arcybiskup metropolita praski i prymas Czech od 1694 r.

## Życiorys

### Pochodzenie i początki kariery
Urodził się w 1641 r. jako syn Ferdinanda Breunera i jego żony Polyxeny z domu Starhemberg. Wywodził się z arystokratycznego rodu Breunerów, który posiadał swoje korzenie w Holandii, a od XV w. osiedlił się w Styrii, a następnie Górnej Austrii, otrzymując w 1693 r. tytuł hrabiów Rzeszy.
Jan Josef Breuner wstąpił do stanu duchownego w 1659 r., pobierając pierwsze nauki przy rektoracie św. Anny w Ołomuńcu. Od 1659 r. był klerykiem w słynnym rzymskim Collegium Germanicum, po którego ukończeniu w 1664 r. otrzymał święcenia kapłańskie. Rok później otrzymał tytuł naukowy doktora filozofii, po czym wrócił do Ołomuńca. W 1666 r. został tam kanonikiem katedralnym, a trzy lata później scholastykiem. W 1689 r. awansował na dziekana dekanatu katedralnego. 15 grudnia 1670 r. został mianowany przez papieża Klemensa X biskupem pomocniczym diecezji ołomunieckiej z tytularną stolicą biskupią w Nicopolis ad Iaterum. Sakrę biskupią otrzymał w 1671 r. zostając jednocześnie wikariuszem generalnym diecezji ołomunieckiej i najbliższym współpracownikiem biskupa Karola II von Liechtensteina-Kastelkorna.

### Arcybiskup praski
Po śmierci arcybiskupa praskiego Jana Bedřicha z Valdštejna został nominowany przez cesarza Leopolda I Habsburga 23 grudnia 1694 r. jego następcą. Prowizję papieską na to stanowisku uzyskał 4 lipca 1695 r., a piętnaście dni później otrzymał paliusz. 6 listopada tego samego roku odbył uroczysty ingres do katedry św. Wita na Hradczanach.
Na początku swoich rządów poprzez swoich pełnomocników dokonał wizytacji kanonicznej wszystkich parafii z obszaru archidiecezji. W 1701 r. zredagował na nowo mszał Rituale Romano-Pragense. W 1706 r. wprowadził nowe zasady dotyczące prowadzenia ksiąg metrykalnych w parafiach. Udało mu się zwiększyć liczbę kandydatów przyjmowanych do seminarium duchownego oraz ufundować dom dla księży emerytów na praskim Nowym Mieście. Udało mu się doprowadzić do odzyskania niektórych dób biskupich takich jak: zamek w Horšovským Týnie i dobra przerowskie. Dzięki hojności szlachty oraz miejscowych prałatów ufundował w Pradze nowicjat dla zakonu bartolomitów, a w 1705 r. trynitarzy. Zmarł w 1710 r. w Pradze i został pochowany w tamtejszym kościele św. Karola na Nowym Mieście.